# Assassin's Creed: Pirates
Assassin's Creed: Pirates (укр. Кредо Асасина: Пірати) — відеогра в жанрі пригодницький бойовик, розроблена Ubisoft Paris і видана Ubisoft. Анонсована 10 вересня 2013 року, гра була випущена 5 грудня того ж року на iOS та Android, а 14 серпня 2014 і на Windows Phone.
Події гри розгортаються на початку XVIII століття, паралельно подіям Assassin's Creed IV: Black Flag. Головний герой — молодий пірат Алонсо Батилья, який був знайомий з відомим французьким піратом Олів'є Левассером на прізвисько «Ла Бюз». Гра повністю зосереджена на морських баталіях. Сюжет гри заснований навколо загадкового скарбу, таємниця якого не була вирішена і донині.
З лютого 2017 гра більше не доступна для завантаження в App Store та Google Play.

## Ігролад
Протягом усієї гри для досягнення повної синхронізації вам дають різні завдання: знищення кораблів, перегони на час на кораблі, пошук мап зі скарбами і таємничими скринями, збирання каміння в храмах Мая, колекціонування різних предметів і записів у пляшках, зупинка торговельних караванів, порятунок потопаючих, вилов китів і риболовля.
Битви відбуваються у двох окремих фазах: атака та оборона. У бою гравець фактично не керує рухом свого корабля, а для атаки у його арсеналі є гарматні ядра, міномети, вибухові снаряди, та гранатомети. Залежно від часу атаки потрібен стратегічний підхід. Сам гравець повинен ухилятися від ворожих атак під час оборонних фаз.
Гравець може використовувати зібрані ресурси для поліпшення свого корабля і всіх його характеристик (швидкість, потужність, опір), а також прокачувати різні навички.

## Сюжет
Компанія Abstergo Entertainment доручило невідомому Аналітику вивчити спогади Алонсо Батільї, щоб розгадати загадку-криптограму, яка містить карту, що веде до скарбів пірата «Ла Бюза». Історія розділена на шість розділів.
На початку 1716 року Алонсо Батілья невдало атакував торговельну шхуну тамплієрів, унаслідок чого втратив усю свою команду з чотирьох матросів, а його самого захопили для подальшої страти через повішення. Але в підсумку шхуна піддалася обстрілу французького пірата Олів'є Левассера, в результаті якого він забрав полонених до себе. Побачивши палку вдачу пірата, Олів'є дав Алонсо маленьку шхуну і зробив його капітаном власного судна.

## Оновлення
Після релізу у грудні 2013 року, гра ще якийсь час отримувала оновлення.
9 січня 2014 року було випущено перше оновлення, що включало нову локацію Нассау.
7 березня 2014 року вийшло друге оновлення, яке включало нову локацію та нові типи місій: «Виживання», «Риболовля» та «Китоловство», а також два нових кораблі.
16 травня 2014 року вийшло третє оновлення, що включало нову локацію «Паща Диявола». 11 липня 2014 року вийшло четверте оновлення, що включило нову локацію «Острів Молодості».
4 вересня 2014 року вийшло оновлення під назвою «Холодна кров», яке додало арктичні райони, натхненні Assassin's Creed Rogue. З цим оновленням гра стала безкоштовною.
22 грудня 2014 року вийшло оновлення під назвою «Втрачені храми». Це оновлення дало гравцям можливість покинути кораблі та дослідити приховані храми Мая на суші.
11 червня 2015 року вийшло останнє оновлення під назвою «Пошуки Едему» разом з трейлером, що завершує історію Алонсо та пошуки скарбів Ла Бюза.

## Сприйняття
Натхненна морськими боями Assassin's Creed IV: Black Flag, Assassin's Creed Pirates була добре оцінена за свою графіку на мобільних пристроях, а також за всесвіт та ігролад, заснований на плаванні по Карибському морю.